# Helmut Brückner (Politiker)
Helmut Brückner (* 11. Oktober 1944 in Bayreuth) ist ein deutscher Politiker der Partei Bündnis 90/Die Grünen.
Brückner studierte Volkswirtschaftslehre und Lehramt an Volksschulen und war ab 1973 Hauptschullehrer. Er war Mitglied der Gewerkschaft Erziehung und Wissenschaft, des GEW-Kreisvorstands Bayreuth und des GEW-Bezirksvorstands Oberfranken. Ferner gehörte er dem örtlichen Personalrat Bayreuth-Stadt an und war Vorstandsmitglied im Bezirkspersonalrat bei der Regierung von Oberfranken. Ab 1968 war er in der Friedensbewegung politisch, in Anti-Atom- und ökologischen Initiativen und Verbänden aktiv.
1984 wurde Brückner Mitglied der Grünen, wo er von 1986 bis 1990 Mitglied des Bezirksvorstands der oberfränkischen Grünen war. Von 1990 bis 1994 war er Mitglied des Bayerischen Landtags.